# Auhausen
Auhausen är en kommun och ort i Landkreis Donau-Ries i Regierungsbezirk Schwaben i förbundslandet Bayern i Tyskland.
Kommunen ingår i kommunalförbundet Oettingen in Bayern tillsammans med staden Oettingen in Bayern och kommunerna Ehingen am Ries, Hainsfarth, Megesheim och Munningen.